# Илминстер
Илминстер (њем. Ilmmünster) општина је у њемачкој савезној држави Баварска. Једно је од 19 општинских средишта округа Пфафенхофен ан дер Илм. Према процјени из 2010. у општини је живјело 2.130 становника. Посједује регионалну шифру (AGS) 9186130.

## Географски и демографски подаци
Илминстер се налази у савезној држави Баварска у округу Пфафенхофен ан дер Илм. Општина се налази на надморској висини од 437–471 метра. Површина општине износи 13,9 km². У самом мјесту је, према процјени из 2010. године, живјело 2.130 становника. Просјечна густина становништва износи 153 становника/km².